# توني براون (لاعب كرة قدم أمريكية)
توني براون (بالإنجليزية: Tony Brown)‏ هو لاعب كرة قدم أمريكية أمريكي، ولد في 13 يوليو 1995 في بومونت في الولايات المتحدة.

## وصلات خارجية
- توني براون (لاعب كرة قدم أمريكية) على موقع الاتحاد الدولي لألعاب القوى (الإنجليزية)
- توني براون (لاعب كرة قدم أمريكية) على موقع مرجع كرة القدم المحترفة.كوم (الإنجليزية)